# Варнек (посёлок)
Ва́рнек — посёлок в Заполярном районе Ненецкого автономного округа России на острове Вайгач. Входит в состав Юшарского сельсовета. Посёлок находится в пограничной зоне.

## История
Посёлок основан в первой половине 1930-х годов.

## География
Посёлок расположен на юге острова Вайгач.
Расстояние до административного центра Ненецкого автономного округа, Нарьян-Мара — 370 км, до административного центра Юшарского сельсовета посёлка Каратайка — 120 км.

## Происхождение названия
В августе 1595 г. голландские суда Баренца, Ная и Тетгалеса нашли в бухте склад ворвани, заготовленной русскими, в связи с чем и назвали бухту Ворванной (Trach bay) (Де Фер). На русских картах у неё не было названия (Башмаков, 1939, стр. 81). В 1902 г. Географическое общество утвердило название бухты в честь начальника Гидрографической экспедиции Северного Ледовитого океана Александра Ивановича Варнека — русского полярного капитана, гидрографа, исследовавшего юго-западную часть Карского моря и о. Вайгач.

## Население
| 2002 | 2010 |
| ---- | ---- |
| 94   | ↗101 |

## Экономика
Основное занятие населения — оленеводство. В посёлке базируется шестая бригада СПК «Дружба народов».

## Улица
- Морская (улица)

## Инфраструктура
На 1 января 2012 года в посёлке имеются фельдшерско-акушерский пункт, клуб, дизельная электростанция и 23 жилых дома. В конце декабря 2012 года в посёлок была проведена стационарная телефонная связь.

## Транспорт
Регулярные авиарейсы два раза в месяц из Нарьян-Мара на вертолёте Ми-8. В период навигации грузовые перевозки на судне СПК «Дружба народов» из посёлка Каратайка.